# Txalupa

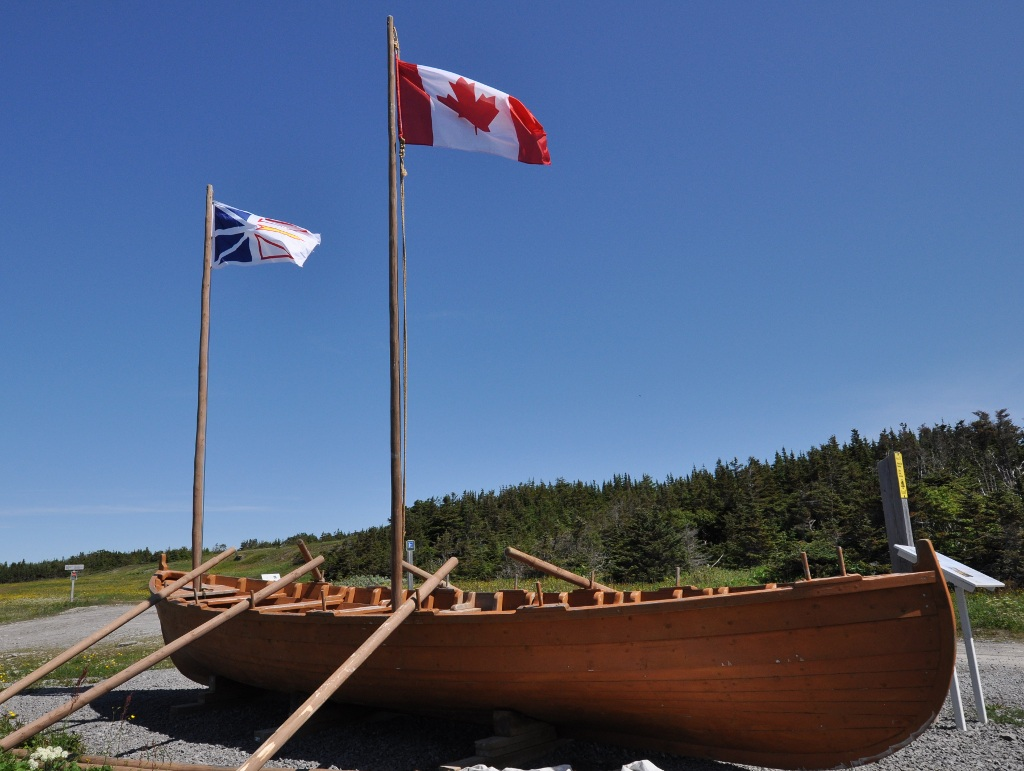
Txalupa réconstruite à Port au Choix, Canada

La txalupa, plus précisément txalupa handi, encore appelée « chaloupe biscayenne », est une chaloupe basque servant principalement à la pêche en mer.

## Description
C'est une barque gréée de deux voiles au tiers, pouvant aussi être armée à l'aviron. Ses dimensions varient entre 6 et 20 mètres de long, suivant l'usage qui lui est destiné et l'époque à laquelle elle est construite.
Son nom français (« chaloupe biscayenne ») et son armement (deux voiles gréées au tiers) donneront nom aux bateaux nommés « bisquines ».
On notera la similitude de prononciation du nom avec le mot chaloupe.

## Historique
L'origine de cette barque est assez obscure. Certains lui attribuent une origine viking, d'autres  y voient la marque de la tradition suève (rive orientale de l'Elbe au Ier siècle avant notre ère) ou encore wisigoth. Elle dénote à l'évidence d'une conception originale, peu usuelle sur les côtes atlantiques.
Le contact maritime avec les pêcheurs de l'Atlantique, tant espagnols et portugais que français, a probablement amené les Basques à concevoir leur propre modèle d'embarcation, adapté à leur mode de pêche et de navigation.
Elle sert autant à la pêche  baleinière ou à la morue qu'à la pêche de cabotage ou au transport de fret maritime.
Aux XVIIe et XVIIIe siècles des corsaires vont convertir les chaloupes basques en un navire de guerre, en l'armant d'un canon.
Les dernières txalupa handi ont été utilisées jusqu'au début du XXe siècle.